# Hitler : La Naissance du mal
Pour les articles homonymes, voir Hitler (homonymie).
Pour plus de détails, voir Fiche technique et Distribution.
Hitler : La Naissance du mal (Hitler: The Rise of Evil) est un téléfilm historique canadien réalisé en 2003 par Christian Duguay.

## Synopsis
Durant son enfance, Adolf Hitler semble nager dans l'incompréhension de ses proches. Ce sentiment le poursuivra même jusqu'au rejet de sa candidature à l'école des beaux-arts de Vienne. Désœuvré, il accueille la déclaration de guerre avec enthousiasme et se hisse jusqu'au grade de caporal. Victime d'une attaque au gaz, il est hospitalisé jusqu'à la fin de la guerre puis démobilisé. À la fin du conflit, il commence à s'investir dans le monde de la politique, et également à se faire connaître en Allemagne, grâce à son parti : le Parti national-socialiste des travailleurs allemands.

## Fiche technique
- Titre : Hitler : la Naissance du mal.
- Titre original : Hitler: The Rise of Evil
- Réalisateur : Christian Duguay
- Scénaristes : John Pielmeier (en) et G. Ross Parker
- Production : John Ryan
- Photographie : Pierre Gill
- Musique : Normand Corbeil
- Montage : Sylvain Lebel, Henk Van Eeghen
- Costumes : Maria Schicker
- Durée : 185 minutes

## Distribution
- Robert Carlyle (VF : Éric Herson-Macarel) : Adolf Hitler
- Matthew Modine (VF : Philippe Vincent) : Fritz Gerlich
- Liev Schreiber : Ernst Hanfstaengl
- Julianna Margulies (VF : Hélène Chanson) : Helene Hanfstaengl
- Peter Stormare (VF : Bernard Métraux) : Ernst Röhm
- Friedrich von Thun (VF : Philippe Nahon) : le général Erich Ludendorff
- Peter O'Toole (VF : Jean Négroni) : le président Paul von Hindenburg
- Terence Harvey (VF : Michel Ruhl) : le commissaire Gustav von Kahr
- Zoe Telford : Eva Braun
- Justin Salinger : Joseph Goebbels
- Chris Larkin : Hermann Göring
- James Babson : Rudolf Hess
- Robert Glenister : Anton Drexler
- Patricia Netzer : Sophie Gerlich
- Julie-Ann Hassett : Angela Hitler, demi-sœur d'Adolf Hitler
- Jena Malone (VF : Mélanie Laurent) : Geli Raubal, nièce d'Adolf Hitler
- Stockard Channing : Klara Hitler, mère d'Adolf Hitler
- Ian Hogg (VF : Michel Fortin) : Alois Hitler, père d'Adolf Hitler
- Thomas Sangster : Adolf Hitler à 10 ans
- Simon Sullivan : Adolf Hitler à 17 ans
- Robert Russell : le chancelier Franz von Papen
- Christopher Ettridge (en) : le géneral Kurt von Schleicher
- Wolfgang Müller : Gregor Strasser
- Harvey Friedman : Friedrich Hollaender
- Nicole Marischka (de) : Blandine Ebinger
- David Fisher(VF : Bernard Gabay) : Georg Bell
- George Pensotti (VF : Michel Fortin) : le juge Neithardt
- Terence Longdon : le premier baron

## Version courte de TF1
La version française diffusée par TF1 fut coupée de 50 minutes, passant de 185 minutes à 135 minutes. Les principales scènes manquantes sont notamment une partie de l'enfance et de la jeunesse d'Adolf Hitler, une bonne partie de sa vie en tant que soldat pendant la Première Guerre mondiale, ainsi qu'une partie des événements lors du Putsch de la Brasserie.

## Polémiques
En 2003, un des producteurs, Ed Gernon, a été licencié pour avoir, au cours d’un entretien, comparé le contexte qui a amené les Allemands à accepter le nazisme avec la situation politique contemporaine aux États-Unis.